# Locomotiva Thomas și prietenii săi - Sezonul 1
Locomotiva Thomas si prietenii sai sezonul 1 a fost difuzat In 2006 In Romania
Locomotiva Thomas și prietenii săi este o serie de televiziune bazată pe Seria Căilor Ferate scrisă de Wilbert Awdry, în care ne este prezentată viața unui grup de locomotive și vehicule cu trăsături umane, ce trăiesc pe Insula Sodor.
Acest articol se referă la Sezonul 1. A fost produs în anul 1984 de Britt Allcroft și David Mitton.

## Difuzare în România
Acest sezon este difuzat pe postul TV JimJam și este dublat în limba română.

## Lansare pe DVD
Acest sezon a fost lansat în 2011 pe două DVD-uri:
- Thomas și Prietenii Săi: Vol.1 - Thomas și Vagoanele
- Thomas și Prietenii Săi: Vol.2 - Thomas și Percy

(fiecare DVD conține, în ordine, 13 episoade)

## Sezonul 1
| #  | #  | Titlu Original                 | Titlu Română                       | Premieră Original |
| -- | -- | ------------------------------ | ---------------------------------- | ----------------- |
| 1  | 1  | Thomas and Gordon              | Thomas și Gordon                   |                   |
| 2  | 2  | Edward and Gordon              | Edward și Gordon                   |                   |
| 3  | 3  | The Sad Story of Henry         | Trista poveste a lui Henry         |                   |
| 4  | 4  | Edward, Gordon and Henry       | Edward, Gordon și Henry            |                   |
| 5  | 5  | Thomas' Train                  | Trenul lui Thomas                  |                   |
| 6  | 6  | Thomas and the Trucks          | Thomas și vagoanele de marfă       |                   |
| 7  | 7  | Thomas and the Breakdown Train | Thomas și trenul de intervenții    |                   |
| 8  | 8  | James and the Coaches          | James și vagonele de pasageri      |                   |
| 9  | 9  | Troublesome Trucks             | Vagoane buclucașe                  |                   |
| 10 | 10 | Jamess and the Express         | James și Expressul                 |                   |
| 11 | 11 | Thomas and the Guard           | Thomas și Conductorul              |                   |
| 12 | 12 | Thomas Goes Fishing            | Thomas Merge la Pescuit            |                   |
| 13 | 13 | Thomas, Terence and the Snow   | Thomas, Terence și Zăpada          |                   |
| 14 | 14 | Thomas and Bertie              | Thomas și Bertie                   |                   |
| 15 | 15 | Tenders and Turntables         | Tendre și Plăci Rotatice           |                   |
| 16 | 16 | Trouble in the shed            | Necazuri în Depou                  |                   |
| 17 | 17 | Percy Runs Away                | Percy o ia la Goană                |                   |
| 18 | 18 | Coal                           | Cărbune                            |                   |
| 19 | 19 | The Flying Kipper              | Scrumbia Zburătoare                |                   |
| 20 | 20 | Whistles and Sneezes           | Fluierături și Strănuturi          |                   |
| 21 | 21 | Toby and the Stout Gentleman   | Toby și Domnul cel Solid           |                   |
| 22 | 22 | Thomas in Trouble              | Thomas Are Probleme                |                   |
| 23 | 23 | Dirty Objects                  | Obiecte Murdare                    |                   |
| 24 | 24 | Off the Rails                  | Pe Lângă Linie                     |                   |
| 25 | 25 | Down the Mine                  | Jos în Mină                        |                   |
| 26 | 26 | Thomas' Christmas Party        | Petrecerea de Crăcuin a lui Thomas |                   |